# Harry Brittain
Pour les articles homonymes, voir Brittain.
Harry Brittain, né le 8 octobre 1955 à Sydney est un joueur australien de tennis.

## Carrière
Titré en simple garçon en 1974 à l'Open d'Australie.